# Allmänna sången
La asociación coral sueca Allmänna Sången ("El Canto de todos, El Canto comunitario/público") fue fundada en 1830; es el coro estudiantil más antiguo de toda Escandinavia. Basado en Upsala, era originalmente un coro masculino asociado a la Universidad de Upsala; desde 1963 su constitución es mixta, abierta y variada. La agrupación está presentemente constituida por unos 50 coreutas. Desde 1988 ha estado dirigido por Cecilia Rydinger-Alin, quien en el otoño de 2008 asumió la dirección de la otra gran agrupación coral sueca, Orphei drängar, también de Upsala. 
Allmänna Sången es uno de los coros más conocidos de Suecia y Europa. Ha jugado un papel central en la promoción del romanticismo sueco desde mediados del siglo XIX. Si bien no se encuentra oficialmente asociado a la Universidad de Upsala, el coro mantiene vivas muchas de sus tradiciones académicas. Sus conciertos de primavera bajo la campana Gunillaklockan del castillo de Upsala, y en particular el concierto de la noche de Walpurgis (Valborgsmassoaftonen, el 30 de abril) desde las colinas de Gamla Uppsala, un noche tradicionalmente asociada a la vida estudiantil, se transmiten en directo por radio a todo el país. 
Su repertorio actual es muy amplio, si bien enfatiza la música del siglo XX. Su estilo juvenil es muy característico, y sus numerosas grabaciones son muy difundidas en Suecia.